# Самоплавский, Валерий Иванович
Вале́рий Ива́нович Самопла́вский (род. 28 февраля 1952, Радомышль, Украина) — украинский политик, глава лесного хозяйства Украины, народный депутат. Академик Лесоводческой академии наук Украины (ЛАНУ).

## Биография
Родился 28 февраля 1952 года в Радомышле Житомирской области Украины.
В 1974 году окончил факультет лесного хозяйства Украинской сельскохозяйственной академии (ныне — Национальный университет биоресурсов и природопользования Украины, Киев) по специальности «лесное хозяйство», получив квалификацию «инженер лесного хозяйства».
Трудовую деятельность начал в должности помощника лесничего в 1974—1977 годах, позже лесничего (1977—1981) Комаровского лесничества Тетеревского лесхоза. Работа на этих должностях дала возможность глубоко изучить природу леса и специфику лесохозяйственного производства. Позже, в 1981—1982 годах работал главным лесничим, а с 1982 года — директором Барановского лесхоза. С 1985 года — главный инженер, с 1986 года — начальник Житомирского областного управления лесного хозяйства и лесозаготовок. В период 1987—1997 годов — Министр лесного хозяйства Украины, а после реорганизации министерства, до 2002 года — Председатель Государственного комитета лесного хозяйства Украины). С 1989 по 1991 год — народный депутат СССР по территориальному избирательному округу № 490 (Львовская область). В 1994 году Самоплавский В. И. был назначен первым вице-премьер министром Украины, однако того же года он по собственному желанию вернулся на должность Министра лесного хозяйства Украины. За годы пребывания Самоплавского на посту министра объемы создания лесных насаждений ежегодно превышали площадь срубов спелых лесов, на мировых лесоводческих форумах Украину воспринимали как европейское государство в области лесной политики, прежде всего за взвешенный, научно-обоснованный подход к ведению лесного хозяйства. В 1997—1999 годах член Комиссии по вопросам аграрной и земельной реформы при Президенте Украины.
С 2002 года — председатель Общества лесоводов Украины.
С мая 2002 года по май 2006 года — Народный депутат Украины 4-го созыва, избранный по спискам Избирательного блока политических партий «За единую Украину!». Член Аграрной партии (впоследствии Народная партия). Член Комитета по вопросам экологической политики, природопользования и ликвидации последствий Чернобыльской катастрофы.
Кандидат экономических наук. Диссертация «Совершенствование организационно-экономических методов управления лесным хозяйством в условиях перехода к рыночным отношениям» защищена в 1993 году в львовском отделении Института региональных исследований НАН Украины.
Самоплавский В. И. проводит преподавательскую деятельность в Национальном университете биоресурсов и природопользования, готовя специалистов по направлению «лесное и садово-парковое хозяйство». Читает лекции по дисциплинам: «лесная политика» и «экологические основы лесовосстановления и лесоразведения». Научно-педагогический стаж работы составляет 17 лет.

## Научные заслуги
Основные направления научной деятельности Самоплавского В. И. касающихся проработки вопросов лесной политики, разработки стратегии развития лесной отрасли, решения современных проблем лесовосстановления и лесоразведения. По этим проблемам опубликовано более 20 печатных работ:
- Самоплавский В. И. Лесное хозяйство в условиях переходного периода к рыночной экономике // Материалы конференции «Конъюнктура и ценовые отношения в рыночных условиях». — Львов: УкрДЛТУ, 1993. — С. 2-6.
- Самоплавский В. И. Лесная отрасль Украины: взгляд в будущее // «Лесной журнал». — 1994. — № 3. — С. 2-6.
- Вакулюк П. Г., Самоплавский В. И. Лесовосстановления и лесоразведения в равнинных регионах Украины. — Фастов: Полифаст, 1998. — 567 с.

## Награды
- 1986 — Заслуженный лесовод Украинской ССР,
- 1996 — Почётный знак отличия Президента Украины,
- 1999 — Орден «За заслуги» II степени,
- 1999 — Отличник лесного хозяйства Украины,
- 2002 — Орден «За заслуги» I степени,
- 2002 — Почетная грамота Кабинета Министров Украины,
- 2002 — Почетная грамота Верховной Рады Украины,
- 2003 — Почетный лесовод Украины.
- 1998 — почетный профессор Национального аграрного университета,
- 2001 — почетный директор учебно-научного института лесного и садово-паркового хозяйства Национального университета биоресурсов и природопользования Украины,
- 2002 — почетный член Общества Лесоводов Украины.

## Ссылка
- Самоплавский Валерий Иванович на сайте Верховной Рады Украины.